# Echymipera clara
Espèce
Répartition géographique
Statut de conservation UICN

 LC  : Préoccupation mineure
Echymipera clara est une espèce de marsupiaux.